# Rachel Auerbach
Rachel Auerbach (in ebraico רחל אוירבך‎?, scritto anche Rokhl Oyerbakh; Lanivci, 18 dicembre 1903 – Tel Aviv, 31 maggio 1976) è stata una scrittrice, giornalista e storica polacca di origini ebraiche, sopravvissuta al ghetto di Varsavia, studiosa dell'Olocausto.
Figura centrale nella letteratura ebraica della Polonia tra le due guerre, alla fine degli anni venti del Novecento contribuì a fondare il movimento letterario yiddish in Galizia, di cui il giornale Tsushtayer fu un'espressione; negli anni trenta si distinse a Varsavia per la sua produzione di articoli e saggi nella stampa in yiddish e polacco.
Durante l'occupazione tedesca della Polonia fece parte del gruppo clandestino Oneg Shabbat (trad. lett.: Gioia del sabato), fondato dallo storico Emanuel Ringelblum, promotore di uno dei più importanti progetti di documentazione della vita quotidiana degli ebrei nel ghetto di Varsavia sotto l'occupazione nazista; lo sostenne in questa attività e diresse una mensa per i poveri, raccontando in diversi saggi le sue esperienze dalla "prima linea della fame", la quotidianità ebraica e quanto aveva assistito e raccolto come testimonianze durante il rastrellamento e la deportazione della popolazione dal ghetto.
Definita una dei "pionieri della storia dell'Olocausto", tra la fine degli anni quaranta e l'inizio degli anni sessanta, unico membro rimasto in vita del gruppo Oneg Shabbat, si dedicò alla raccolta e alla pubblicazione delle testimonianze degli ebrei sopravvissuti; promosse la ricerca dell'archivio dell'organizzazione, in seguito denominato archivio Ringelblum, che era stato sepolto all'interno del ghetto.
In Israele dal 1954 al 1968 diresse il Dipartimento per la Raccolta delle Testimonianze allo Yad Vashem (Memoriale dei Martiri e degli Eroi dell'Olocausto).
Il suo lavoro fu determinante nella preparazione della documentazione per il processo al criminale di guerra nazista Adolf Eichmann; la sua concezione del ruolo attivo attribuito alle testimonianze contribuì a plasmare un nuovo paradigma di processo per atrocità incentrato sulle vittime.

## Biografia
Rachel Eiga Auerbach nacque il 18 dicembre 1903 a Lanovtsy (oggi Lanivci) nel distretto di Ternopil', nell'attuale Ucraina, dal mercante Khanina Auerbakh e dalla figlia di un contadino locale, Mania Kimelman. Il padre morì nel 1924; il suo unico fratello nel 1935. Altri membri della famiglia di Rachel vivevano in diverse località della Galizia, tra cui Lanivci, Ozeryany, Borshchiv, Tlumač, Čortki e Kryvche; quasi tutti sono morti durante l'Olocausto.

### Formazione
Dal 1905 al 1911 frequentò la scuola elementare nel suo villaggio natale; proseguì per alcuni anni la sua istruzione privatamente; una delle insegnanti che la prepararono all'esame di ammissione alla secondaria fu la sorella di Nachman Blumental, la cui famiglia intratteneva rapporti amichevoli con quella di Rachel.

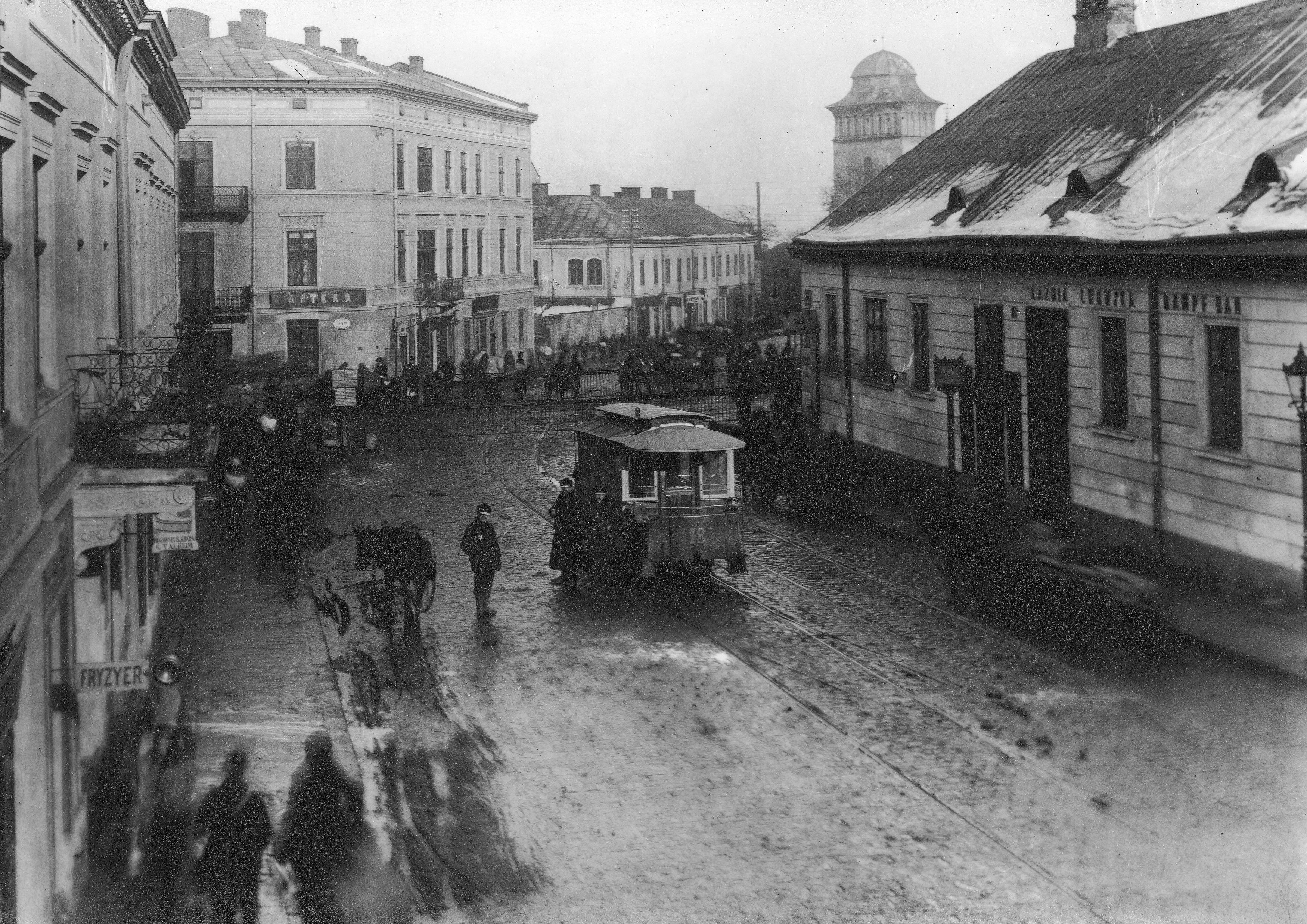
Leopoli, via Żółkiewska, 1890-1908 circa

Durante la sua infanzia e adolescenza a Lanovtsy, Rachel strinse un forte legame con il folklore ebraico e la lingua yiddish; più tardi il grande folclorista ed etnografo ebreo, Shmuel Lehman, l'avrebbe intervistata più volte sui canti popolari e i costumi degli ebrei rurali della Podolia.
Nel 1920 si trasferì con i genitori e il fratello a Leopoli, dove si diplomò completando l'ultimo anno di scuola superiore all'Adam Mickewicz Gymnasium.
In seguito si iscrisse all'Università Jan Kazimierz, dove studiò storia e filosofia; uno dei suoi insegnanti fu il filosofo Kazimierz Twardowski. Durante questo periodo si avvicinò alle organizzazioni giovanili sioniste e partecipò all'attività del Fondo Nazionale Ebraico (in ebraico: קרן קימת לישראל, Keren Kayemet LeYisrael). Fu compagna di studi di Debora Vogel, futura filosofa e poetessa. Le due ragazze diventarono grandi amiche e condivisero la loro formazione intellettuale e culturale, influenzandosi a vicenda. Nel 1964, in un articolo pubblicato sulla rivista Di Goldene Keyt, Auerbach avrebbe reso omaggio alla vita e all'opera di Vogel, uccisa nel 1942 nel ghetto di Leopoli insieme al marito e al figlio.
Non si hanno notizie certe che Rachel Auerbach abbia conseguito una laurea: nel 1931 la sua tesi dal titolo Domande sulla "maschera" nella caratterologia contemporanea: un contributo alla teoria della psicognostica (Zagadnienie “maski” w charaktero logii wspóÿczesnej. Przyczynek do teorii psychognostyki), presentata all'Università di Leopoli, non venne accettata. In alcune lettere scritte agli amici in quel periodo, l'autrice avrebbe manifestato la sua intenzione di cambiare sede e proseguire la sua formazione negli Stati Uniti; sebbene negli anni trenta avesse completato i suoi studi universitari a Varsavia e preparato una tesi in ambito psicologico, un settore di studio che avrebbe influenzato i suoi scritti successivi, non è chiaro se in seguito avesse o meno ottenuto un riconoscimento formale dell'avvenuta conclusione della sua carriera universitaria.

### Attività di giornalista, 1925-1933
Nel 1925, per ragioni economiche legate alla morte del padre, Rachel Auerbach sospese i suoi studi all'Università e intraprese la carriera di giornalista, continuando la sua attività all'interno di organizzazioni sioniste, come l'Associazione delle donne ebree (Zwiÿzek Kobiet ÿydowskich) e l'Associazione artistica e letteraria ebraica (ÿydowskie Towarzystwo Artystyczno-Literackie).
Scrisse i suoi primi articoli per Chwila, un quotidiano culturale sionista polacco pubblicato a Leopoli; con Debora Vogel e altri fu cofondatrice della rivista Tsushtaye, espressione del movimento culturale di giovani autori galiziani di origini ebraiche che vedevano nella Galizia, una regione in cui la maggior parte dell'intellighenzia ebraica parlava polacco, il cuore della moderna cultura yiddish.
Tra il 1929 e il 1930 curò un supplemento letterario su Folk un Land, un settimanale pubblicato dal movimento di lavoratori ebrei marxisti Poalei Zion.

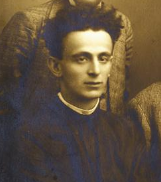
Il poeta rumeno Itzik Manger, compagno di Rachel Auerbach negli anni trenta

Pubblicò i suoi articoli sia sulla stampa yiddish che ebraico-polacca; scrisse per il quotidiano sionista yiddish di Leopoli Der Morgen (in seguito: Der Nayer Morgen) fino al 1930.

### Trasferimento a Varsavia
Nel 1933 Auerbach si trasferì a Varsavia, riconosciuto centro culturale ed editoriale yiddish e sede della più grande comunità ebraica della Polonia. Visse un periodo di difficoltà economiche, comune a molti intellettuali e artisti del suo tempo, a causa della disoccupazione che colpiva allora la popolazione; a tale situazione di precarietà si aggiunse la difficile relazione sentimentale che intrattenne fino al 1938 con il poeta di origine rumena Itzik Manger.
La scrittrice si mantenne pubblicando o traducendo articoli su varie riviste e giornali di diverse estrazioni politiche, tra cui Moment, Haynt, Tog, Naye Folkstsaytung, Literarishe Bleter, trattando di diversi temi, dalla letteratura alla linguistica, dalla cultura ebraica, alla psicologia e all'arte, prestando particolare attenzione alle scrittrici e autrici yiddish e polacche.
Quando scoppiò la guerra, inizialmente pensò di lasciare la Polonia con un gruppo di giornalisti, ma alla fine rinunciò, decidendo di restare a Varsavia per affiancare nel suo lavoro Emanuel Ringelblum, uno storico conosciuto nei circoli YIVO (Yidisher Visnshaftlekher Institutut).

### La vita nel Ghetto
(Rachel Auerbach, Yizkor, 1943)

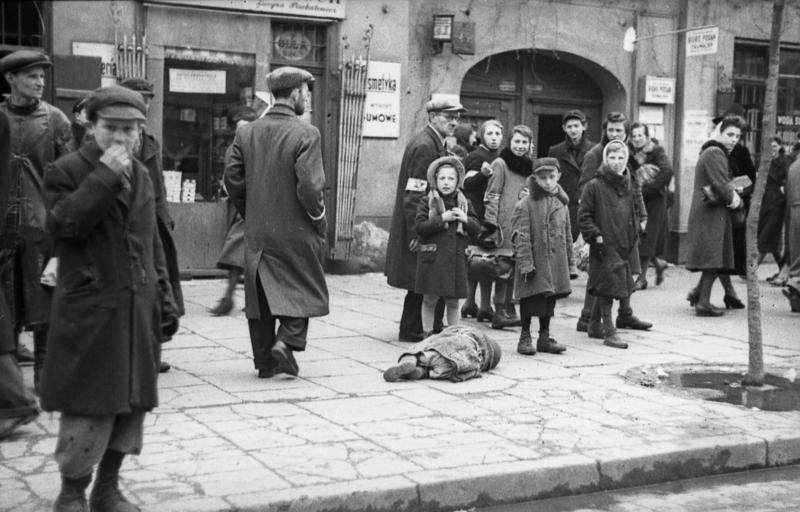
Immagine del Ghetto di Varsavia

Durante l'occupazione tedesca della Polonia, Auerbakh fu internata nel ghetto di Varsavia e, su richiesta di Emanuel Ringelblum, diresse una delle numerose mense (folkskikh) per i poveri, sotto l'egida dell'Aleynhilf, la vasta rete di organizzazioni di soccorso ebraiche. Divenne uno dei membri del gruppo segreto Oneg Shabbat, organizzato da Ringelblum, che reclutava storici, scrittori, rabbini e persone di diversa estrazione sociale e politica, per la raccolta e conservazione di documenti e testimonianze sulla vita quotidiana nel ghetto. Auerbakh dal 1941 cominciò a lavorare per l'archivio e a scrivere rapporti giornalieri di quanto accadeva.
Tenne un diario della sua vita nel ghetto e scrisse un saggio sul suo lavoro alla mensa, raccontando della fame e della carestia che colpivano la popolazione ebraica. Con il passare del tempo si rese conto che la porzione giornaliera di zuppa che provvedeva a somministrare non avrebbe salvato la vita degli abitanti: «Sono arrivata lentamente alla conclusione che l'intero equilibrio di questa attività di auto-aiuto è semplicemente che le persone muoiono più lentamente. Dobbiamo finalmente ammettere a noi stessi che non possiamo salvare nessuno dalla morte; non ne abbiamo i mezzi. Possiamo solo rimandare, regolamentare ma non possiamo impedirlo». Fu tuttavia consapevole che il suo lavoro e l'esistenza della mensa servivano a sfidare "la disumanizzazione nazista degli ebrei" e a rafforzare i legami sociali della comunità. Nel suo saggio presentò la mensa come un "microcosmo di rapporti umani" e di scelte personali, descrivendo con aneddoti e particolari la storia, le caratteristiche, i comportamenti di molti di quelli che conobbe durante la sua attività, per contrastare l'idea che le duemila persone che giornalmente si recavano in quel luogo di soccorso, mangiavano e spesso morivano, fossero una massa indifferenziata. Gest a teler esn: monografia fun a folks -kij (trad.: Dammi un piatto di cibo: monografia di una cucina popolare), doveva far parte di uno studio che l'Archivio Ringelblum stava preparando sui primi anni del ghetto, Tsvey your milkhome (Due anni nel ghetto).

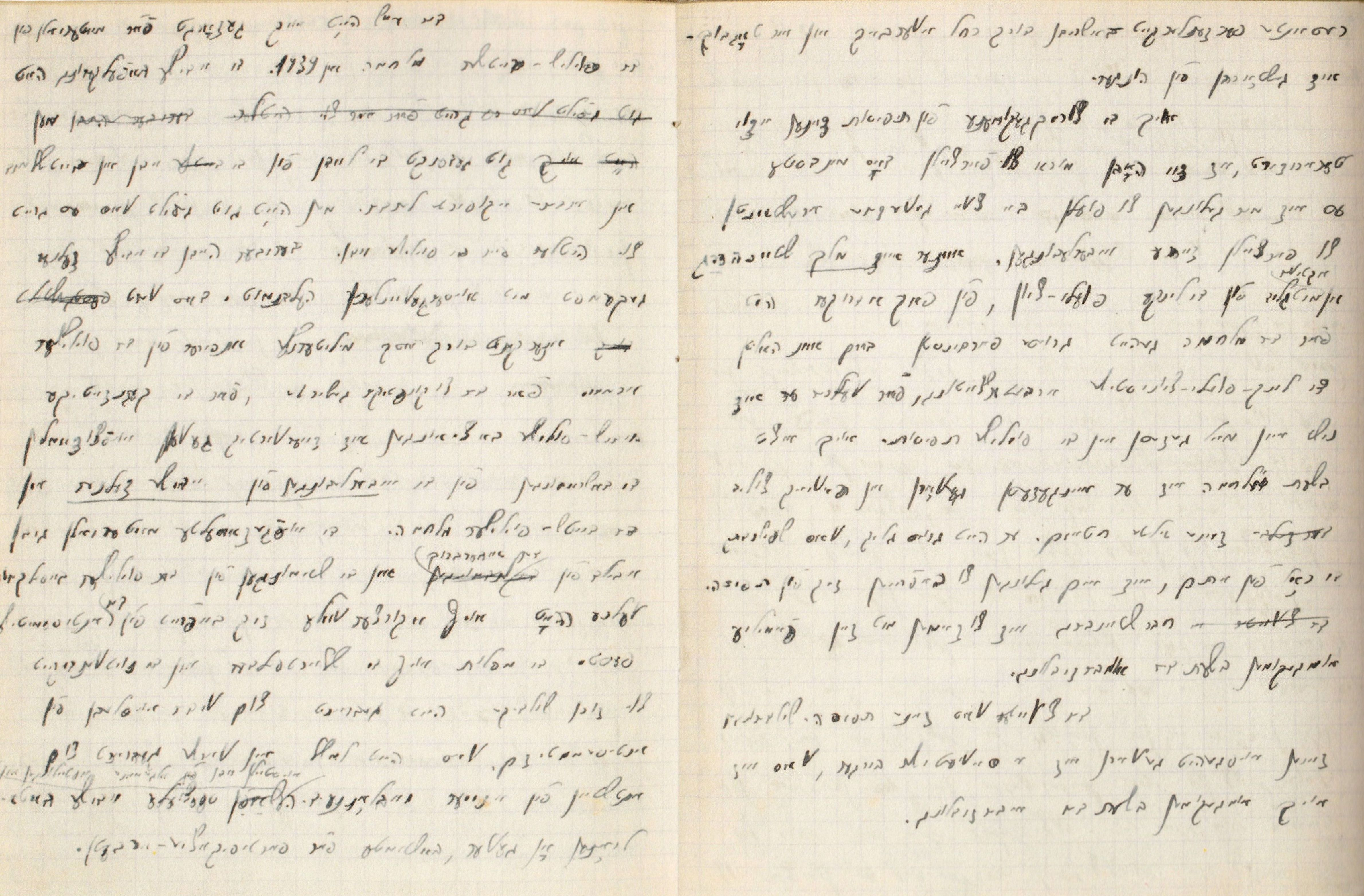
Frammento di un documento scritto in yiddish da Emanuel Ringelblum nel ghetto di Varsavia

Nell'autunno del 1942 Auerbach ricevette un nuovo incarico da parte di Oyneg Shabes: raccogliere interviste e scrivere resoconti degli ebrei che erano riusciti a fuggire da Treblinka. Alla fine dell'autunno riuscì a intervistare a trascrivere la testimonianza di Jacob Krzepicki, fuggito dal campo di sterminio, dove si era salvato entrando a far parte del commando incaricato di trasferire e seppellire i corpi degli ebrei uccisi nelle camere a gas.

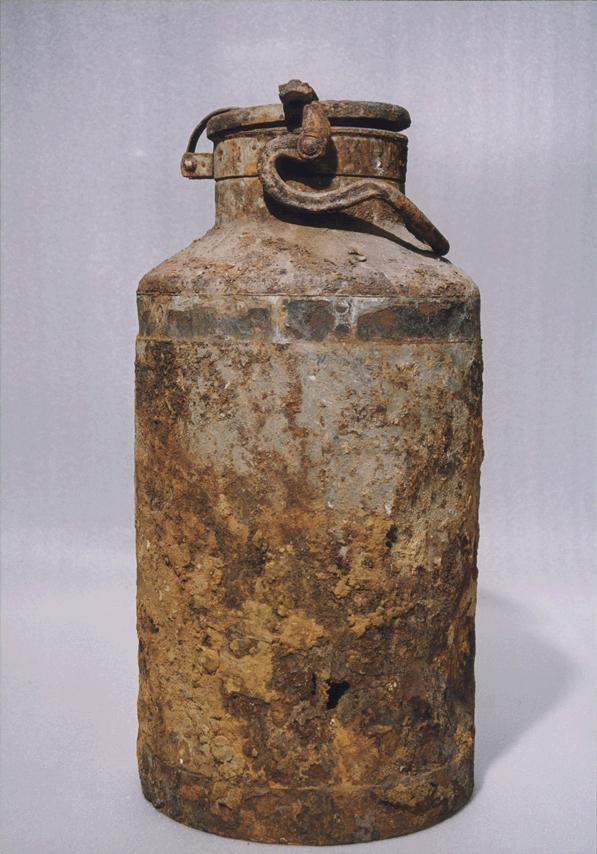
Bidone del latte usato per nascondere documenti dell'archivio Ringelblum

Grazie ad amici polacchi, nel marzo 1943 la scrittrice riuscì a fuggire dal ghetto poche settimane prima della rivolta, assumendo la falsa identità di Aniela Dobrucka; per tutta la durata della guerra si nascose nella parte "ariana" sotto le spoglie di una segretaria polacca, aiutata dal suo aspetto "non ebreo" e dalla sua ottima conoscenza della lingua tedesca. Qui svolse diverse missioni come corriere per i clandestini ebrei, attraversando la città con un cesto in cui nascondeva, sotto la verdura, denaro e documenti.
Su richiesta del Comitato Nazionale ebraico, scrisse saggi "sulla grande deportazione e sull'intellighencjia ebraica assassinata"; nel novembre 1943, dopo l'insurrezione e la successiva distruzione del ghetto, compose Yizkor (trad.: Ricorda), "una cronaca di distruzione che combinava reportage e liturgia", un'elegia in cui pianse la perdita della comunità ebraica di Varsavia, la più numerosa d'Europa prima della guerra, umanizzando le vittime. Unica delle sue opere ad essere tradotta in inglese, Yizkor contiene temi che sarebbero diventati ricorrenti nei libri scritti dall'autrice dopo la guerra l'importanza della cultura ebraica, andata distrutta; l'individualità e la specificità delle vittime, "la responsabilità di ricordare, e la difficoltà di trovare parole appropriate per trasmettere l'enormità della perdita".
Con l'aiuto di amici polacchi, Auerbakh riuscì a individuare nella parte ariana altri due nascondigli sotterranei per l'archivio, uno nel parco dello Zoo, affidato alla custodia del suo direttore, Jan Żabiński (futuro Giusto tra le nazioni polacco), l'altro nel distretto meridionale di Mokotow.
Alla fine della guerra era la sola sopravvissuta dei tre membri del gruppo Oneg Shabbat. Sostenuta da poche persone che condividevano, come lei, l'importanza di ritrovare l'archivio, che definì "un tesoro nazionale sotto le rovine", si batté perché fossero iniziati gli scavi e le ricerche per recuperare l'eredità di Ringelblum, e con lui lo sforzo collettivo di registrazione e conservazione della documentazione del passato.
Il primo ritrovamento avvenne nel settembre 1946; il secondo il 1º dicembre 1950, dopo che Auerbach aveva già lasciato la Polonia. L'archivio è conservato a Varsavia presso l'Istituto Storico Ebraico.

### Dopoguerra
(Rochl Auerbakh, cit. in Coen 1988, p. 198)

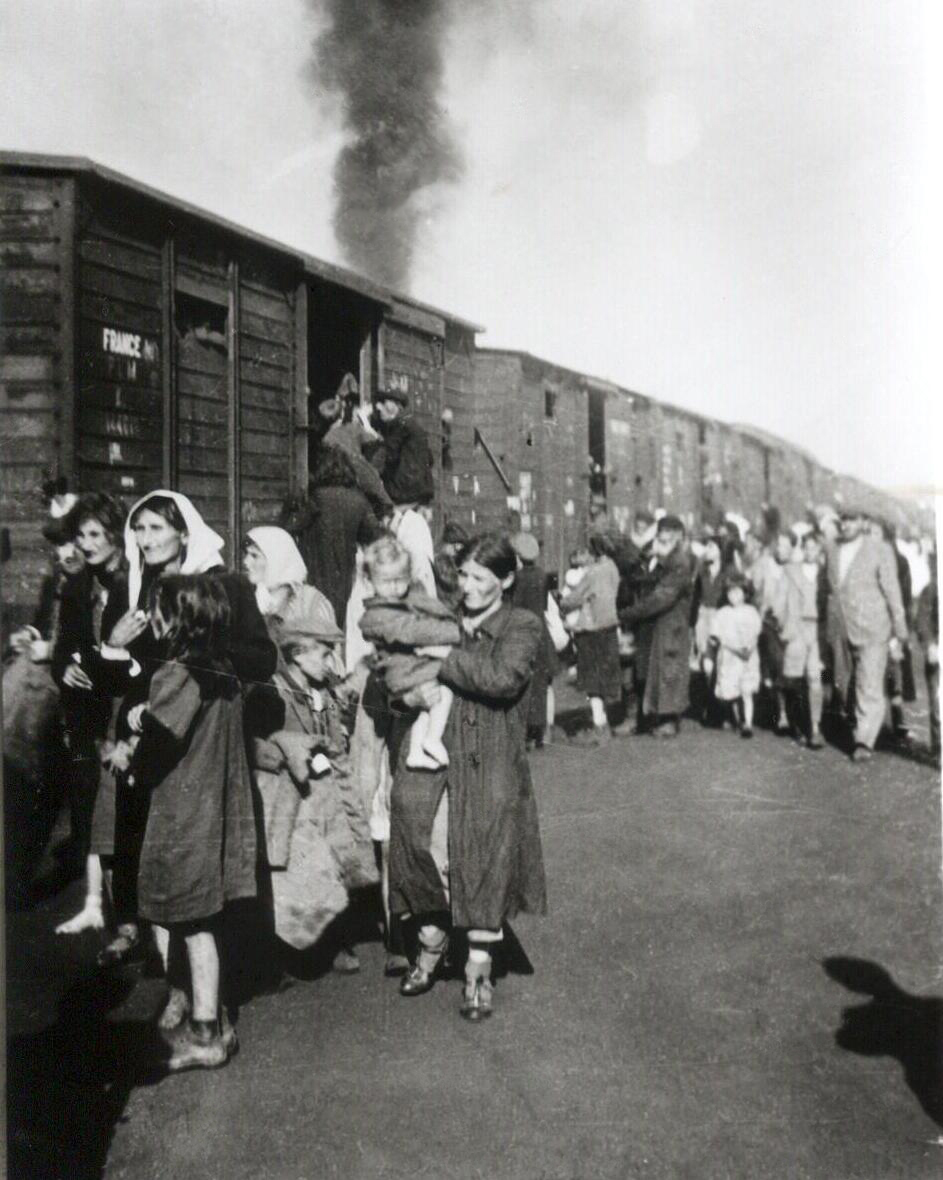
Deportazione a Treblinka dal ghetto di Siedlce, 1942

Nel dopoguerra Auerbach dedicò il resto della sua vita a raccogliere testimonianze e a scrivere sulle persone che aveva conosciuto prima e durante l'Olocausto in Polonia. Dal 1945 al 1950 lavorò presso l'Istituto Storico Ebraico di Varsavia raccogliendo testimonianze, principalmente di sopravvissuti di Treblinka. Nel novembre 1945 fece parte di una missione conoscitiva a Treblinka condotta dal Comitato statale polacco per le indagini sui crimini di guerra nazisti sul suolo polacco e pubblicò un rapporto e un'analisi del funzionamento del campo e di coloro che furono assassinati. Cofondò la Central Jewish Historical Commission a Łódź e fu redattrice letteraria e storica per la sua pubblicazione Dos Naye Leben. Realizzò le linee guida per la raccolta di testimonianze e iniziò a pubblicare testimonianze in yiddish e polacco.
Nel 1950, dopo la nomina nomina di Ber Mark a direttore, abbandonò la Commissione insieme ad altri colleghi. Ritenendo di non avere più spazio per la ricerca sull'Olocausto in Polonia, nonostante i suoi parenti le avessero procurato un visto per gli Stati Uniti, decise di emigrare in Israele, stabilendosi a Tel Aviv.

### Yad Vashem
Giunta a Tel Aviv, si dedicò alla scrittura di articoli giornalistici e alla pubblicazione di alcuni suoi saggi. Negli anni cinquanta, nel dibattito pubblico sorto sulla questione dei pagamenti delle riparazioni tedesche, Auerbach si dichiarò contro l'accordo, spiegando il suo punto di vista nel saggio, scritto in yiddish, Our Reckoning with the German People.

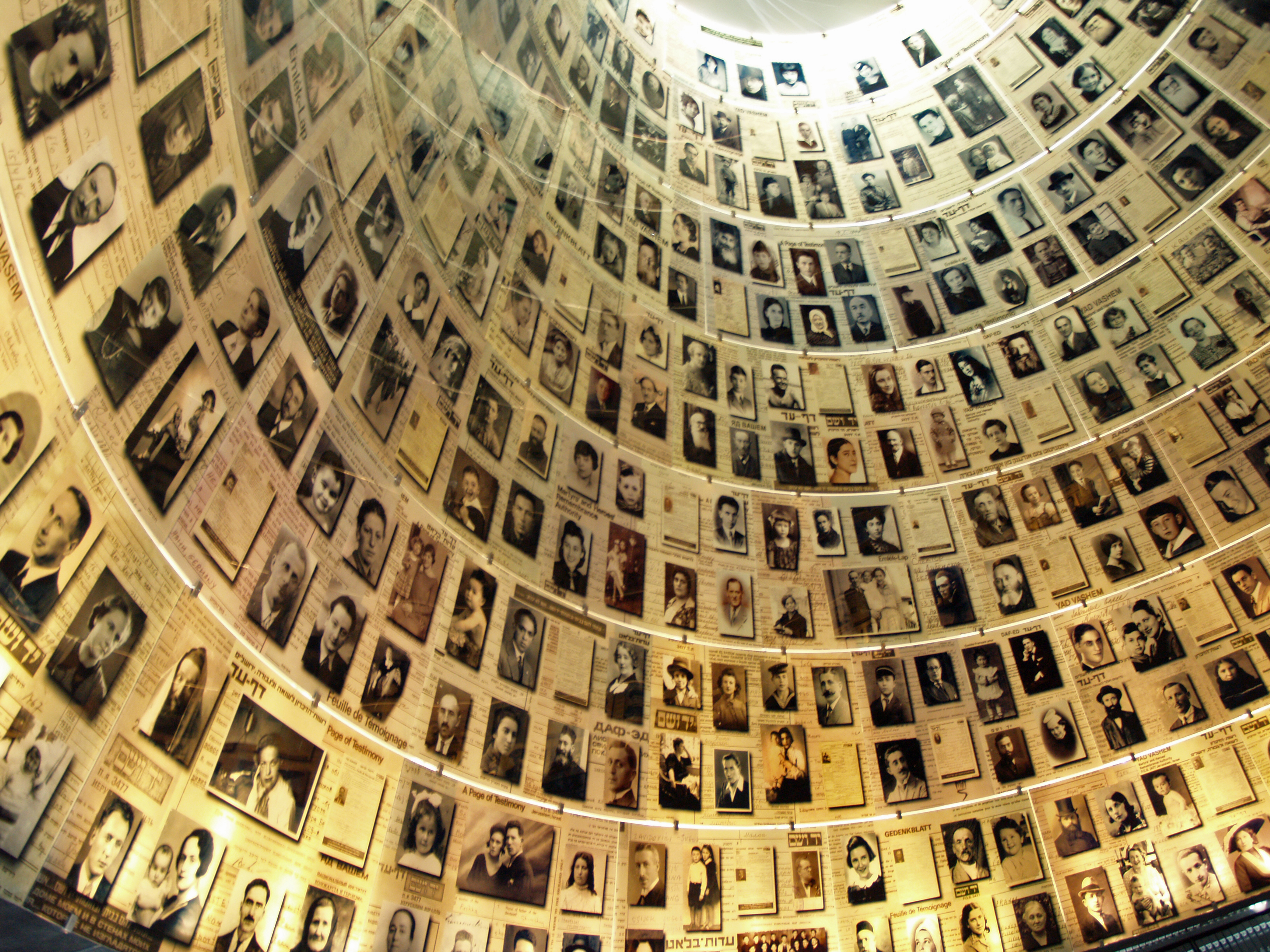
Yad Vashem, Sala dei nomi

Il 1º marzo 1954 fu nominata direttrice del nuovo Dipartimento dello Yad Vashem di Tel Aviv, incaricato della raccolta delle testimonianze dei sopravvissuti. Intervistò i sopravvissuti locali e avviò la compilazione di un database di coloro che vivevano altrove. Introdusse nuove metodologie per la raccolta di testimonianze e formò archivisti e ricercatori sull'Olocausto.
Nel saggio del 1952 Mekorot ve-drakhim chadashim li-gviyat eduyot' (trad.: Fonti e nuovi metodi nella raccolta di testimonianze), nel quale descrisse questa metodologia, espresse una delle principali caratteristiche della sua visione psicologica, che rese peculiari i suoi scritti sull'Olocausto: nei resoconti dei testimoni manifestò un profondo interesse per gli aspetti fisici, le reazioni corporee, la fisionomia e le espressioni facciali, che concorrevano a definire e a interpretare l'atto del testimoniare.
Auerbach attribuì grande importanza alle testimonianze come pilastro della storiografia dell'Olocausto per tre motivi. In primo luogo la maggior parte della documentazione disponibile sull'Olocausto proveniva da fonti naziste, che "raccontavano la storia degli assassini, ma non degli assassinati". La testimonianza dei superstiti permise ai ricercatori di comprendere le vite degli ebrei durante l'Olocausto, non solo i meccanismi delle morti degli ebrei. In secondo luogo, la ricercatrice colse il valore terapeutico e morale che queste testimonianze avevano per i sopravvissuti: "Sono convinta che le confessioni, chiamate testimonianza, dell'era dell'Olocausto, abbiano un'influenza calmante e curativa e aiutino a liberare loro [i sopravvissuti] dagli orrori". Individuò infine la terza ragione nella necessità, per il futuro, davanti al "tribunale della storia", di «preparare una testimonianza ebraica che dia voce al nostro dolore e al nostro furore anche nell'ora in cui non saremo più al mondo».

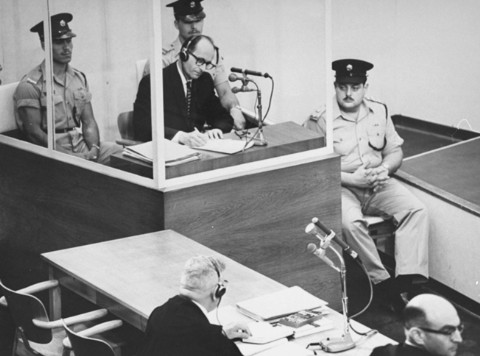
Adolf Eichmann durante il processo

A partire dal 1957, tuttavia, le relazioni fra il gruppo di storici sopravvissuto all'Olocausto, di cui Auerbach, unica donna, faceva parte, e la nuova direzione dello Yad Vashem, guidata da Ben-Zion Dinur, si incrinarono. La ragione principale sarebbe stata individuata nel programma di ricerca sostenuto da quest'ultimo, intenzionato a fare dello Yad Vashem un "centro internazionale israeliano per tutto il materiale [raccolto] riguardante la persecuzione degli ebrei", includendo nella ricerca sull'Olocausto anche "la guerra contro l'antisemitismo", "la persecuzione degli ebrei", "la ricerca sulla questione ebraica", e "l'odio per Israele"; all'interno di quest'ottica nacque il progetto a lungo termine Pinkas hakehilot (The Encyclopedia of Jewish Communities) che doveva documentare la storia di tutte le comunità ebraiche europee fino alla loro distruzione da parte dei nazisti, e che venne avvertito da Auerbach e dalle organizzazioni dei sopravvissuti come un allontanamento dal lavoro di documentazione, pubblicazione e ricerca nel campo dell'Olocausto. Le tensioni tra Auerbakh e Dinur raggiunsero il culmine nel 1957-1958; al termine di questa crisi, Auerbakh avrebbe riacquistato la sua posizione all'interno del dipartimento.
Il suo lavoro continuò e rese i suoi frutti con la raccolta di testimonianze per il processo del 1961 ad Adolf Eichmann, da lei ritenuto "un'opportunità unica [...] per condannare pubblicamente in tutto il mondo l'intera portata e la natura unica della distruzione degli ebrei d'Europa". Era sua intenzione concentrare il processo "sulle attività dirette di sterminio di massa", senza dilungarsi sulla miseria e la fame cui era stata sottoposta la popolazione o sul lavoro forzato. Lei stessa testimoniò al processo, parlando della vita spirituale nel ghetto di Varsavia, del lavoro di Emanuel Ringelblum e della rete ebraica di autoaiuto che egli aveva contribuito a organizzare. Il suo contributo nella preparazione del processo e soprattutto l'importanza attribuita alle testimonianze dei sopravvissuti, contribuirono a plasmare un nuovo paradigma di processo per atrocità incentrato sulle vittime.
Nel 1965 il dipartimento di Auerbakh, nel quale erano impiegati 5 membri permanenti e trenta lavoratori esterni, aveva raccolto 3.000 testimonianze, per un totale di circa 82.000 pagine e 600 nastri registrati in 15 lingue.
Tuttavia, nel 1968, quando compì 65 anni, la direzione dello Yad Vashem le chiese di ritirarsi.

### Morte
Nel 1972 le fu diagnosticato un cancro al seno e nel dicembre 1975 fu ricoverata in ospedale per una recidiva della malattia.  Morì il 31 maggio 1976 all'età di 72 anni.
Auerbakh lasciò tutti i suoi beni allo Yad Vashem, e dispose che il suo denaro venisse destinato a "un fondo per i ricercatori sull'Olocausto" e alla pubblicazione dei suoi scritti rimasti inediti. Il suo archivio personale contiene manoscritti pubblicati e inediti in polacco e yiddish, "materiale preparatorio riguardante la sua testimonianza ai processi di Norimberga e Eichmann, dichiarazioni, corrispondenza, registrazioni, fotografie, film, copioni (in polacco, yiddish e inglese), documenti amministrativi relativi al Dipartimento per la raccolta di testimonianze a Yad Vashem".

## Opere (parziali)
Oltre ai suoi numerosi articoli di giornale e saggi, Auerbakh ha scritto i seguenti libri: 
- (YI) Oyf di Felder fun Treblinke [In the Fields of Treblinka], [trad.: Nei campi di Treblinka], Warsaw, 1947.
- (YI) Der Yidisher Oyfshtand: Varshe 1943 [The Jewish Uprising in Warsaw 1943], [trad.: La rivolta ebraica di Varsavia, 1943], Warsaw, 1948.
- (YI) Undzer Kheshbn mitn Daytshn Folk [Our Reckoning With the German People], Tel Aviv, 1952.
- (HE) Behutsot Varsha 1939–1943 [In the Streets of Warsaw 1939–1943], [trad.: Nei cortili di Varsavia], Tel Aviv, 1954.
- (HE) Marad Geto Varsha [The Warsaw Ghetto Uprising], Tel Aviv, 1963.
- (YI) In Land Yisroel: Reportazshn, Eseyen, Dertseylungen [In the Land of Israel: Reportage, Essays, Stories], Tel Aviv, 1964.
- (YI) Varshever Tsavoes: Bagegenishn, Aktivitetn, Goyroles, 1933–1945 [Warsaw Testaments: Encounters, Activities, Fates 1933–1945], [trad.: Testamento di Varsavia], Tel Aviv, 1974.
- (YI) Baym Letstn Veg: In Geto Varshe un oyf der Arisher Zayt [On the Last Journey: In the Warsaw Ghetto and on the Aryan Side], [trad.: Sull'ultima strada: nel ghetto di Varsavia e sul lato ariano], Tel Aviv, 1977.

### Video documentari
- (EN) Rachel Auerbach and the Soup Kitchen in the Warsaw Ghetto - A Learning Environment. URL consultato il 22 gennaio 2023.